# Literatura copta

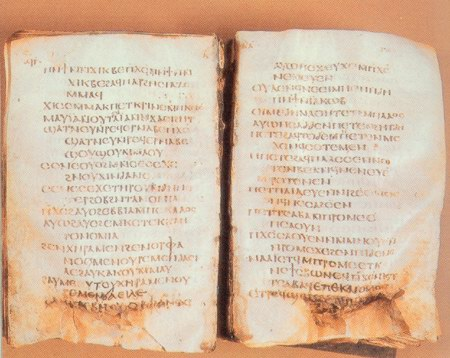
Mudil Psalter, hallado en 1984, en el cementerio de Al-Mudil, Egipto.

La literatura copta es una de las literaturas cristianas de Oriente, y su medio de expresión es el idioma copto, la forma más reciente del antiguo idioma egipcio.

## Origen
La literatura en lengua copta se desarrolló a partir del siglo II d. C. con la expansión del Cristianismo por un Egipto cuya cultura tradicional se hallaba en decadencia; se trata de una fe decidida que resiste a todas las persecuciones, paganas, bizantinas y árabes. 
Los documentos más antiguos que se conocen de la lengua copta son del siglo II a. C.: un grafito de un título real en Abidos, la inscripción de una piedra de Akhmmein, el fragmento de un glosario bilingüe. Del siglo I a. C. se conservan varios horóscopos, probablemente traducidos.

## Evolución y desarrollo
La lengua se dividió en varios dialectos, de los cuales sólo dos poseen una literatura abundante, el Sahídico o copto del Alto Egipto, y el Nohahírico o Boháírico, copto del Bajo Egipto. Menos fecunda fue la literatura en los dialectos fayúmico, akhmímico y licopolitano. Estas literaturas poseen lazos comunes con las literaturas siríaca, etíope, armenia y georgiana, ya que todas nacieron por la necesidad de traducir tanto la Biblia como la liturgia cristiana, que por entonces solo eran accesibles en griego, para uso de cristianos egipcios que no lo entendían. Consta, así, de traducciones bíblicas, textos litúrgicos, reglas monacales, biografías de santos, especialmente mártires, literatura homilética, dogmática, versiones de apocalipsis y apócrifos, obras de Padres de la Iglesia, de los Padres del yermo, etcétera.
En el desarrollo de esta literatura influyó de modo decisivo la separación de la Iglesia monofisita de la de Bizancio u Ortodoxa; eso contribuyó a una reacción nacionalista y religiosa en el dominio político, espiritual y lingüístico del Imperio Romano de Oriente. En sus orígenes se cruzan versiones de obras cristianas griegas y, en efecto, muchas de estas se conocen hoy gracias exclusivamente a sus traducciones al copto; la literatura en copto se conoce todavía muy mal, debido al pillaje sufrido por los monasterios y bibliotecas y a la gran cantidad de material aún inédito; lo que queda son fundamentalmente textos cristianos, entre otros gnósticos y maniqueos.
El primer trabajo acometido fue la traducción de la Biblia, aunque no se conservan versiones completas, sino sólo reconstrucciones de algunos libros y de un Nuevo Testamento. La literatura copta comienza con los Apócrifos, numerosas adaptaciones libres del griego o textos originales escritos en tono lúdico y exagerado. La mayoría son relatos de los Hechos de los apóstoles o Nuevos Evangelios, llenos de milagros y de acontecimientos prodigiosos y sensacionalistas. Hay también un Apocalipsis imaginativo (no se pretendía transmitir un dogma exacto), que abunda en las atrocidades infernales y en las delicias paradisíacas. Se redactaron muchas vidas de santos y apotegmas, episodios moralizantes breves que ilustran una máxima producida por un santo. Estos textos apócrifos resultan estereotipados e ingenuos.

## Escritores y obras
Desconócese el nombre de la mayor parte de los escritores coptos; los de mayor relevancia fueron San Antonio, (251-356) el anacoreta del desierto, autor de Cartas (s. III), las Cartas y la Regla de San Pacomio (292-346), fundador de los monasterios del Alto Egipto, y sobre todo el abad Senuda o Scenutes, fallecido el año 451 y autor de numerosos escritos parenéticos, homiléticos y cartas con un estilo muy personal.
Se conservan fragmentos de dos textos novelescos laicos, una Historia de Alejandro Magno y otra de la conquista de Egipto por Cambises; asimismo, narraciones de aventuras como las de Teodosio y Dionisio, pobres egipcios de los cuales el primero llegó a ser emperador de Bizancio. Al periodo saídico pertenece el Triadon ("Poesía de tres rimas"), apología de una vida religiosa ya en estado decadente. En el dialecto nohahírico que triunfó después del Concilio de Calcedonia existen colecciones de poesías litúrgicas como la Theotohía en honor de la Santísima Virgen. Pero el nohahírico perduró como lengua litúrgica simultáneamente con el árabe. Por el copto se ha transmitido al árabe y a la literatura universal buena parte de la literatura popular egipcia. El siglo XIX supuso una revitalización para esta lengua gracias al impulso provocado por el patriarca de Alejandría Cirilo IV.
Una característica de la literatura copta son los tratados populares, presentes en todo tipo de textos, gracias a los que se conoces obras del gnosticismo (Pistis Sofia, Manuscritos de Nag Hammadi, que son traducción directa del griego al copto de los Evangelios Apócrifos de Juan, Tomás y Felipe, así como también, de otros escritos religiosos de origen incierto) y del maniqueísmo (Documentos de El Fayum, homilías, Kephaliaia, los Salmos de Tomé, etc.)